# 宮里哲
宮里 哲（みやざと さとる、1967年〈昭和42年〉8月22日 - ）は、日本の政治家。沖縄県座間味村長（5期）。沖縄県町村会副会長、南部市町村会会長（第19代）、沖縄県市町村振興協会評議員、沖縄県離島振興協議会会長、沖縄県過疎地域振興協議会会長、南部振興会理事長、南部離島町村長議長連絡協議会会長、全国観光地所在町村協議会理事、沖縄県市町村共済組合理事、同組合会議員、沖縄県自治会館管理組合監事、那覇ロータリークラブ名誉会員。
沖縄県町村会会長などを歴任。

## 来歴
米国施政下にあった沖縄の島尻郡座間味村座間味で4人きょうだいの長男として出生。座間味村立座間味中学校卒業後、島に高校が無いため那覇市楚辺に住む叔母の近くのアパートで下宿する形で沖縄県立小禄高等学校に進学。在学中は祖母が定期的に下宿先を訪ねて面倒を見てくれたという。高校1年生の10月からはラグビー部に所属。当時監督で保健体育教諭だった山城昌櫢は、楽しみながらも勝負にはこだわる指導法で怪我をするような中途半端なプレーには厳しかった。高校卒業後は第一経済大学経済学部経営学科に進学し、卒業後は恩納村のホテルなどで2年間勤務した。その後、座間味村に帰郷し、アルバイトをしながら青年会活動に携わる中で「地域に貢献するには行政の仕事だ」と考え、26歳の時に座間味村役場に入庁。入庁後、沖縄県庁への出向を経て、総務課、総務・企画課、産業振興課で係長職を務め、役場職員として村の財政などを担当した。その後、夕張市の財政破綻を受け、座間味村も全国でワーストランキングに入る財政状況に対し、色々変えていけるところはあるのではないかと奮起し、2009年（平成21年）4月8日、座間味村役場を退職。座間味村長選挙に出馬し、初当選。同年6月1日、座間味村長に就任。
※当日有権者数：740人 最終投票率：87.03%（前回比：pts）
| 候補者名   | 年齢 | 所属党派 | 新旧別 | 得票数    | 得票率 | 推薦・支持 |
| ---------- | ---- | -------- | ------ | --------- | ------ | ---------- |
| 宮里哲     | 41   | 無所属   | 新     | 376.100票 | 59.51% |            |
| 宮里清之助 | 52   | 無所属   | 新     | 162.900票 | 25.78% |            |
| 大城晃     | 55   | 無所属   | 新     | 93票      | 14.71% |            |

村長就任後、沖縄振興一括交付金を活用し、水道の広域化、船賃の減額、観光振興や農業振興等の施策に取り組み、介護サービスを提供する総合福祉施設を誘致した。また、財政再建に尽力して2013年までに実質公債比率を27.5%から21.8%に改善し、役場職員の人事評価制度を導入した。
2013年（平成25年）5月19日、宮里の任期満了に伴う座間味村長選挙の投開票が行われ、無所属新人で元座間味村教育委員会課長補佐の宮平喜文を破り、再選。
※当日有権者数：699人 最終投票率：87.55%（前回比： 0.52pts）
| 候補者名 | 年齢 | 所属党派 | 新旧別 | 得票数 | 得票率 | 推薦・支持             |
| -------- | ---- | -------- | ------ | ------ | ------ | ---------------------- |
| 宮里哲   | 45   | 無所属   | 現     | 354票  | 58.32% | 自由民主党・公明党推薦 |
| 宮平喜文 | 57   | 無所属   | 新     | 253票  | 41.68% |                        |

2017年（平成29年）5月9日、宮里の任期満了に伴う座間味村長選挙が告示され、宮里以外に届け出が無かったため無投票で再選。
2020年（令和2年）10月25日、座間味島の新浄水場の建設地を巡る問題などを理由に今期限りの引退を表明したものの、村内外の支援者から出馬要請があったことから、翌2021年（令和3年）4月16日に不出馬表明から一転して4期目を目指して出馬する考えを示した。出馬に際して宮里は「ウィズコロナ、アフターコロナに向けた行政運営を行いたい」と抱負を述べ、同年5月16日に投開票された座間味村長選挙で、前座間味村議会議員の宮平譲治を破り再選。
※当日有権者数：711人 最終投票率：90.15%（前回比： 2.6pts）
| 候補者名 | 年齢 | 所属党派 | 新旧別 | 得票数 | 得票率 | 推薦・支持             |
| -------- | ---- | -------- | ------ | ------ | ------ | ---------------------- |
| 宮里哲   | 53   | 無所属   | 現     | 347票  | 55.17% | 自由民主党・公明党推薦 |
| 宮平譲治 | 48   | 無所属   | 新     | 282票  | 44.83% |                        |

同年8月28日、沖縄県町村会会長に就任。翌2022年（令和4年）4月1日に再任し、2024年（令和6年）3月31日まで務めた。